# Roy Cooper
Roy Asberry Cooper III (ur. 13 czerwca 1957 w Nashville) – amerykański polityk związany z Partią Demokratyczną i prawnik, 75. gubernator Karoliny Północnej w latach 2017-2025, prokurator generalny Karoliny Północnej od 2001 do 2016 roku, członek parlamentu Karoliny Północnej od 1986 do 2001 roku.

## Wczesne życie i edukacja
Urodził się 13 czerwca 1957 roku w Nashville w Karolinie Północnej jako syn rolnika i prawnika Roya Coopera Jr. oraz Beverly Cooper, która była nauczycielką. Uczęszczał do szkół publicznych, a latem pracował na rodzinnej farmie. Dzięki stypendium Morehead dostał się na Uniwersytet Karoliny Północnej w Chapel Hill i w 1982 roku ukończył studia prawnicze. Następnie wrócił do hrabstwa Nash, aby praktykować prawo. Wykonywał zawód adwokata przez 18 lat i kierował własną kancelarią.

## Kariera polityczna
Był członkiem stanowej Izby Reprezentantów Karoliny Północnej i stanowego Senatu. Po raz pierwszy został wybrany do stanowej Izby Reprezentantów w 1986 roku. Od 1997 do 2000 roku pełnił funkcję lidera Partii Demokratycznej w stanowym Senacie, w czasie kiedy partia miała większość parlamentarną. W trakcie swoich kadencji podejmował działania na rzecz zwiększenia płac nauczycieli i zmniejszenia liczebności klas. Napisał pierwszą inicjatywę ubezpieczenia zdrowotnego dzieci w Karolinie Północnej. Współpracował zarówno z Republikanami, jak i Demokratami, aby uzyskać równowagę budżetową i podnieść płace nauczycieli do średniej krajowej oraz obniżyć podatki dla rodzin z klasy średniej.
W 2000 roku mieszkańcy Karolinie Północnej wybrali Coopera na lokalnego prokuratora generalnego. Urząd ten pełnił przez 4 kadencje od 2001 do 2016 roku. W tym czasie odnotowano spadek przestępczości.
8 listopada 2016 wygrał wybory na gubernatora Karoliny Północnej, zdobywając 49,02% głosów i pokonując dotychczasowego gubernatora Pata McCrorya. 1 stycznia 2017 został zaprzysiężony na 75. gubernatorem Karoliny Północnej. Jako gubernator działał na rzecz tworzenia nowych miejsc pracy, poprawy edukacji publicznej, zwalczenia kryzysu opioidowego i walki z globalnym ociepleniem. Wynegocjował i podpisał ustawę energetyczną, która wymagała od przedsiębiorstw użyteczności publicznej Karoliny Północnej ograniczenia emisji dwutlenku węgla o 70% do 2030 roku oraz osiągnięcia neutralności pod względem emisji dwutlenku węgla do 2050 roku. Po tym jak huragan przeszedł przez stan, Cooper ustanowił Biuro Odbudowy. W czasie jego rządów miała miejsce pandemia COVID-19. Jego stan odnotował najmniejszą liczbę zgonów spowodowanych przez pandemię i najmniejszy wzrost bezrobocia. 3 listopada 2020 roku uzyskał reelekcję, uzyskując 51,52% głosów. W 2024 roku nie mógł ubiegać się o kolejną kadencję, i zakończył urzędowanie 1 stycznia 2025 roku. 28 lipca 2025 ogłosił swój start w wyborach na stanowisko senatora z Karoliny Północnej w 2026 roku.

## Życie prywatne
Wraz z żoną Kristin ma trzy córki – Hilary, Natalie i Claire. Jest prezbiterianinem.